# 阿諾德·帕爾默邀請賽
阿諾德·帕爾默邀請賽（Arnold Palmer Invitational）是美國高爾夫球PGA巡迴賽的賽事之一，創建於1979年。萬事達卡曾是該賽事的贊助商之一。只有在前一年PGA巡迴賽獎金榜排名前70位的球員才有資格參加這項賽事。

## 外部連結
- 官方网站
- Coverage on the PGA Tour's official site （页面存档备份，存于）
- Bay Hill Club and Lodge （页面存档备份，存于）
- Rio Pinar Country Club （页面存档备份，存于）

28°27′29″N 81°30′40″W / 28.458°N 81.511°W